# Anisogamia
A anisogamia é uma forma de reprodução sexual que envolve a união ou fusão de dois gâmetas que diferem em tamanho e / ou forma. O gâmeta menor é masculino, uma célula espermática, enquanto o gâmeta maior é feminino, normalmente um óvulo. A anisogamia é comum e disseminada em organismos multicelulares.  Tanto nas plantas quanto nos animais, a diferença de tamanho do gâmeta é a diferença fundamental entre fêmeas e machos.
Provavelmente evoluiu da isogamia.  Uma vez que a definição biológica de masculino e feminino é baseada no tamanho do gâmeta, a evolução da anisogamia é vista como a origem evolutiva dos sexos masculino e feminino.  É também o ponto de partida para o dimorfismo sexual, o pré-requisito para a seleção sexual,  e leva os sexos a diferentes características sexuais primárias. 
Acredita-se que a anisogamia também define a evolução das diferenças de comportamento entre os sexos. Embora exista algum debate sobre esse ponto de vista. 
Geoff Parker, Robin Baker e Vic Smith foram os primeiros a fornecer um modelo matemático para sua evolução que fosse consistente com a teoria evolucionária moderna.  Sua teoria foi amplamente aceita, mas atualmente existem outras teorias sobre a evolução da anisogamia. 